# Limnophila cingulipes
Limnophila cingulipes är en tvåvingeart som beskrevs av Alexander 1928. Limnophila cingulipes ingår i släktet Limnophila och familjen småharkrankar. Inga underarter finns listade i Catalogue of Life.